# Abbaye de Roda
L’abbaye de Roda est une ancienne abbaye cistercienne à Stadtroda, dans le diocèse de Dresde-Meissen.

## Histoire
Elle est fondée entre 1228 et 1247 par la maison de Lobdeburg (de) et leur sert de lieu de sépulture. Après l'introduction de la Réforme protestante en 1534, elle est dissoute.
L'église abbatiale est construite dans le style gothique au milieu du XIIIe siècle. Elle porte des traits stylistiques clairs de la  réforme de Hirsau et de l'Maulbronn. Après sa destruction lors de la guerre de Trente Ans en 1638, l'église reste en ruines. Aujourd'hui, l'église de grès rouge est l'une des plus grandes ruines d'une abbaye de Thuringe.